# Arménská Mocná hrstka
Arménská Mocná hrstka (arménsky Հայկական հզոր խմբակ) byla skupina pěti arménských skladatelů narozených v letech 1920–1921. Všichni získali základní hudební vzdělání v rámci speciálního programu pro nadané děti, který byl založen roku 1934 v Jerevanu. Po absolvování Jerevanské konzervatoře v letech 1945–1946 pokračovali ve studiu na Moskevské konzervatoři, kde mezi jejich hlavními mentory byli Aram Chačaturjan a Dmitrij Šostakovič.
Pojmenování této skupině přisoudil významný ruský muzikolog Jurij Korev, když ji přirovnal ke známé ruské Mocné hrstce hudebních skladatelů. Čtyři členové skupiny byli později oceněni titulem Národní umělec SSSR a skladatelé Alexandr Grigorjevič Aruťunjan a Arno Babajanjan obdrželi již v mladém věku Státní cenu SSSR.
Podle pianisty a muzikologa Šaana Arcruniho tito skladatelé „založili arménskou hudební školu“. Jejich společná tvorba a osobní vliv byly klíčové pro ustavení a definování arménského hudebního stylu. Již ve 40. letech 20. století Marietta Šaginjanová poznamenala, že mladí skladatelé jako A. Arutjunjan a A. Babadžanjan z Jerevanu a E. Mirzojan z Gori měli již tehdy každý svou vlastní „hudební tvář“.

### Členové
- Arno Babajanjan
- Edvard Mirzojan
- Alexandr Grigorjevič Aruťunjan
- Lazar Sarjan
- Adam Chudojan